# Terpsiphone cyanescens
Terpsiphone cyanescens е вид птица от семейство Monarchidae.

## Разпространение
Видът е разпространен във Филипините.